# 許秀卿
許 秀卿（ホ・スギョン、허 수경、1964年 - 2018年10月3日）は、韓国の詩人。慶尚南道晋州市出身。

## 略歴
1964年、慶尚南道晋州市に生まれる。1987年23歳で文壇の注目を浴びた許は、2冊の詩集を発表後、ドイツに渡り約10年間古代近東考古学を勉強している。
許の詩は、自分の不遇を詠うことで傷ついた人々の日常を包み込み、また苦しみの中にいる人に対する憐憫と悲劇的な連帯感を感じることができる。伝統的な辞説調の調子と官能的なリズムを生かし、日常の苦しみを癒す女性性を現している。

## 年譜
- 1964年、慶尚南道晋州市に生まれる。[1]
- 2001年、第14回東西文学賞受賞。

## 代表作品
- 1988年、슬픔만한 거름이 어디 있으랴(悲しみ程の肥やしはない)[3]
- 1992年、혼자 가는 먼 집(一人で行く遠い家)
- 2001年、내 영혼은 오래되었으나(私の霊魂は古いが)
- 2005年、청동의 시간 감자의 시간(青銅の時間　芋の時間)、모래도시를 찾아서(砂都市を探して)
- 2011年、박하(薄荷)、빌어먹을 차가운 심장(悔しく冷たい心臓)、아틀란티스야 잘가(アトランティスよサヨナラ)